# バーチャル大腸内視鏡検査
バーチャル大腸内視鏡検査（英: virtual colonoscopy、VC、CTコロノグラフィー、CT pneumocolonとも呼ばれる）は、CTスキャンまたは磁気共鳴画像法（MRI）を用いて、結腸（大腸）の最下部である直腸から小腸の下端までの2次元および3次元画像を生成し、その画像を電子表示装置に表示する検査方法である。この検査は大腸がんやポリープのスクリーニングに用いられ、憩室症の検出にも役立つ。バーチャル大腸内視鏡検査では、3次元に再構成された腸管の内腔像が得られる。VCには大腸以外での疾患や異常を発見するという副次的な利点もある。

## 検査
VCの準備は様々あるが、通常、患者は検査の前日に自宅で下剤やその他の経口薬を服用し、便を大腸から排出するよう指示される。また、座薬を使用して直腸に残っている便を除去することもある。下剤で排出されなかった残留便をコーティングするための溶液が患者に投与されることもあり、これは「タギング法（fecal tagging）」と呼ばれる。これにより医師（通常はコンサルタント放射線科医）は3次元画像を観察し、偽陽性の結果につながる可能性のある残留便を効果的に判別することができる。

### 処置の手順
VCは、病院または医療センターの放射線科で行われる。検査時間は約10分である。鎮静薬は必要ない。
- 患者は検査台に仰向けに寝かされる。
- 検査部位の筋肉の動きを最小限に抑えるため、ブチルスコポラミンを静脈内投与する場合もある。
- 直腸に細いチューブが挿入され、チューブを通じて空気を送り込んで結腸を膨らませ、鮮明に観察できるようにする。
- 検査台がスキャナー内を移動し、結腸の全長に沿って2次元の断面画像を連続して撮影する。コンピュータプログラムがこれらの画像を組み合わせ、ビデオ画面上で観察できる3次元画像を生成する。
- 画像の歪みを避けるため、患者はスキャン中に息を止めるよう指示される。
- 次いで患者をうつ伏せの姿勢にして再度スキャンを行う。

検査後、スキャナーで生成された画像が処理されて、3次元画像やフライスルー画像（通常の大腸内視鏡検査のように腸管内を移動できる動画プログラム）を作成する。放射線科医が結果を評価して異常の有無を確認する。
検査後、患者は通常の生活に戻ることができるが、異常が見つかり、通常の大腸内視鏡検査が必要であれば、当日中に検査を受けることもある。

## 長所
大腸内視鏡検査を要しないことから、VCは一部の患者にとって苦痛の少ない検査方法である。そのため鎮静薬の投与が不要で、患者は検査後、他の人の助けを借りずに通常の生活に戻ったり、帰宅することができる。また従来の検査で使用される鎮静薬に対して副作用反応を起こす患者もいるため、鎮静薬を投与しないことでそのリスクも低減される。VCは、バリウム注腸X線検査（下部消化管造影とも呼ばれる）よりも鮮明で詳細な画像を提供する。さらに、従来の結腸内視鏡検査では、10人に1人の患者は、右結腸（盲腸）の完全な検査が完了しなかった。また、従来の大腸内視鏡検査や下部消化管造影検査は長時間を要していた。
VCには、大腸以外での疾患や異常を発見できるという副次的な利点もある。定期的なVCを受けた無症状の成人を対象としたある研究では、300件のスクリーニングにつき約1件の大腸以外の臓器における予想外のがんが発見され、さらに500件のスクリーニングにつき約1件の浸潤性大腸がんが発見されたことが明らかになった。つまり、200件のスクリーニングにつき約1件の予想外のがんが発見されたことになる。最も多く検出された悪性腫瘍は浸潤性結腸直腸がんであり、次いで腎細胞がんであった。

## 短所
バーチャル大腸内視鏡検査では組織サンプルの採取（生検）やポリープの切除ができないため、異常が見つかった場合は通常の大腸内視鏡検査を行う必要がある。また、VCでは通常の大腸内視鏡検査ほど詳細な画像は得られないため、直径2-10 mm未満のポリープは画像に表示されない可能性がある。さらに、CTによるバーチャル大腸内視鏡検査では、患者はミリグレイ単位の電離放射線に暴露される。いくつかの研究では、超低線量VCでも、空気と大腸内壁を構成する組織とのX線吸収率の大きな差により、腸疾患の検出に同等の効果があることが実証されている。大多数の医療機関および研究機関は、大腸がんスクリーニングの「ゴールドスタンダード」として光学的な大腸内視鏡検査を採用している。しかし、大腸がんスクリーニングにおいてVCを推奨する放射線科医もいる。バーチャル大腸内視鏡検査は、大腸全体を完全に視覚化できるため、前がん性のポリープやがんを発見する機会が増え、これらの病変部に対して迅速な診断検査や治療的切除が可能になるとして、一部の専門家から支持されている。

## 代替法
MRIコロノグラフィー（MRI colonography、MRC）は、放射線被曝なしで同様の画像化が可能である。従来の大腸内視鏡検査よりも感度は劣るが、より大きな腺腫や腫瘍を高い特異度で検出することができる。